# Шорін Едуард Олексійович
Едуа́рд Олексі́йович Шо́рін (4 грудня 1933, місто Миколаїв — 3 серпня 1993, місто Миколаїв) — український радянський партійний діяч. Депутат Верховної Ради УРСР 10-го скликання.

## Життєпис
Народився в родині начальника цеху Миколаївського суднобудівного заводу. У липні 1941 року разом із родиною був евакуйований до міста Астрахані, де навчався в середній школі. У березні 1944 року родина повернулася до міста Миколаєва. У 1951 році закінчив Миколаївську середню школу № 1.
У 1957 році закінчив Миколаївський кораблебудівний інститут, здобув спеціальність інженера-суднобудівника.
У 1957 році розпочав трудову діяльність помічником будівника кораблів Миколаївського суднобудівного заводу імені 61 комунара.
Член КПРС з 1959 року.
У 1959—1961 роках — 1-й секретар Миколаївського міського комітету ЛКСМУ.
У грудні 1961—1964 роках — будівник кораблів, заступник начальника складально-зварювального цеху Миколаївського суднобудівного заводу імені 61 комунара.
З січня 1964 року — на компартійній роботі. У січні 1964—1965 роках — інструктор відділу оборонної промисловості Миколаївського обласного комітету КПУ. У листопаді 1965—1966 роках — 2-й секретар, а у 1966—1971 роках — 1-й секретар Заводського районного комітету КПУ міста Миколаєва.
У червні 1971—1973 роках — завідувач відділу оборонної промисловості Миколаївського обласного комітету КПУ.
З 10 грудня 1973 до 1983 року — 1-й секретар Миколаївського міського комітету КПУ Миколаївської області.
З 1983 до 1992 року — 1-й заступник голови виконавчого комітету Миколаївської обласної ради народних депутатів — начальник головного планово-економічного управління.
У 1992 році вийшов на пенсію. Помер і похований в Миколаєві.

## Нагороди
Нагороджений орденами Трудового Червоного Прапора і «Знак Пошани», медаллю «За трудову доблесть» (1966).
Лауреат Державної премії УРСР імені Т. Г. Шевченка (1981) — за створення музею суднобудування і флоту.

## Вшанування пам'яті
6 листопада 2009 року в Миколаєві на фасаді будинку № 56 на вулиці адмірала Макарова, де у 1968—1993 роках мешкав Е. О. Шорін, була відкрита меморіальна таблиця.